# آلاله ایرانی
آلاله ایرانی، آلاله قرمز (نام علمی: Ranunculus asiaticus) نام یک گونه از سرده آلاله است.

## شناخت
در 1 مارس 2023، Canada Post، اداره پست کانادا، تمبر پستی منتشر کرد که "Ranunculus asiaticus" را نشان می‌داد. این تمبر به صورت کتابچه و رول و به عنوان برگه یادگاری منتشر شد.